# HD 117618 b
إتش دي 117618 ب هو كوكب خارج المجموعة الشمسية اكتشف في سبتمبر 2004. ويعد الكوكب عملاق غازي صغير، بكتلة أقل من خمس كتلة المشتري. It يدور الكوكب قريبًا من نجمه في مدار شديد الانحراف.

## وصلات خارجية
- "HD 117618". Exoplanets. مؤرشف من الأصل في 2016-11-30.
- California & Carnegie Planet Search entry